# الدخل (العدين)

تعديل مصدري - تعديل

الدخل محلة تابعة لقرية المحقري، التابعة لعزلة قداس بمديرية العدين إحدى مديريات محافظة إب في الجمهورية اليمنية.، بلغ تعداد سكانها 46 حسب تعداد اليمن لعام 2004.